# Луций Фадий Руфин
Луций Фадий Руфин (на латински: Lucius Fadius Rufinus) e политик и сенатор на Римската империя през началото на 2 век.
През май-август 113 г. той е суфектконсул заедно с Луций Стертиний Норик.